# Signal (TK from 凛として時雨の曲)
「Signal」（シグナル）は日本のロックバンド・凛として時雨のギター・ボーカルであるTKがTK from 凛として時雨名義として発表した2枚目のシングル。2016年9月7日にソニー・ミュージックアソシエイテッドレコーズから発売された。
表題曲の「Signal」は、テレビアニメ『91Days』のオープニングテーマとして書き下ろされている。

## 概要

### 背景
本楽曲は、テレビアニメ『91Days』のオープニングテーマとして使用されており、TKががテレビアニメの主題歌を担当するのは、「unravel」以来約2作目となった。
TKは本楽曲について次のようなコメントをしている。
| 「                    | 「復讐」という、一生出会う事も無い様な感情。 セピアに見えるその時代描写はギミックの無い映画の様で、シナリオを読んでいる最中、首元にナイフを突き付けられているかの様なスリルの連続。 殺したい理由、殺せない理由、切り刻んで音楽に閉じ込めました。 きっとこのスパイラルから目が離せなくなるでしょう。 | 」 |
| —TK from 凛として時雨 | |    |

また、アニメのシリーズ構成を担当した岸本卓は本楽曲について、「アニメのオープニング曲なのに暗いです。まるで今にも降り出しそうな曇天です。だけど湿度120％のそこには、ドラマの予感が濃密に立ちこめています。それはゆっくりと心に沁みてきて、妖しく「91Days」の世界にいざなってくれます」と語っている。

### リリース
2016年5月29日、テレビアニメ『91Days』のオープニングテーマに新曲「Signal」が起用されたことが発表された。
2016年6月27日、テレビアニメ『91Days』のPVが公開され、「Signal」の音源が一部公開された。
2016年7月7日、CDシングルを同年5月10日にリリースすることが発表された。表題曲の「Signal」の他、カップリングとして、凛として時雨の4thアルバム『still a Sigure virgin?』の収録曲である「シャンディ」をセルフカバーした「Shandy」とテレビアニメ「東京喰種トーキョーグール√A」最終話の挿入歌として原曲の「unravel」にアコースティックアレンジを加えた「unravel (acoustic version)」を収録。また、期間生産限定盤はボーナストラックとして表題曲のTVサイズバージョンが収録されている。
2016年7月15日、表題曲のTVサイズバージョン「Signal (TV edit)」の配信が開始された。また、同日には表題曲のミュージックビデオが公開された。監督は、凛として時雨やTK from 凛として時雨のミュージックビデオを多数手掛けた映像作家・丹修一が担当している。
2016年8月6日、TKが3rdアルバム『white noise』をリリースすることが発表され、同時に2ndシングル「Signal」とのダブル購入者キャンペーンの実施も発表された。
2016年8月30日、ニューアルバムの詳細が解禁され、アルバムに表題曲が収録されることが発表された。また、ダブル購入者キャンペーンの内容が公開され、500名限定で10月27日に都内のライブハウスで行われるシークレットライブ「TK from 凛として時雨 “Signal to Secret Noise Show”」に招待するA賞と、写真家・アミタマリが撮影したTKの肖像画にTK自身による直筆サインが入ったものが抽選でプレゼントされるB賞が用意されることが明らかになった。
| 形態           | 規格 | 規格品番    | 出典   |
| -------------- | ---- | ----------- | ------ |
| 期間生産限定盤 | CD   | AICL-3172/3 | [ 14 ] |
| 通常盤         | CD   | AICL-3174   | [ 15 ] |

## 批評
音楽ライターの森朋之は、「unravel」と比較して本楽曲は「彼の構築美がさらに壮大なスケールで実現されたナンバー」と述べ、「メランコリアと激情を行き来するようなギターアンサンブル、緻密に組み立てられたストリングスアレンジ、転調を効果的に活かしたコード構成、シンプルに徹しながら楽曲のボトムを支えるリズムセクション、そして、まるで一大抒情詩のような展開を見せるメロディライン。すべての要素を正しい場所に配置するミックスのセンスもさらに向上している」と評した。

## 収録内容
| 全作詞・作曲・編曲: TK。 |                               |       |            |      |
| #                        | タイトル                      | 作詞  | 作曲・編曲 | 時間 |
| 1.                       | 「Signal」                    | TK    | TK         | 5:19 |
| 2.                       | 「Shandy」                    | TK    | TK         | 4:36 |
| 3.                       | 「unravel」(acoustic version) | TK    | TK         | 3:50 |
| 合計時間:                | 合計時間:                     | 13:45 |            |      |

| #         | タイトル            | 作詞  | 作曲・編曲 | 時間 |
| --------- | ------------------- | ----- | ---------- | ---- |
| 4.        | 「Signal」(TV edit) |       |            | 1:32 |
| 合計時間: | 合計時間:           | 15:17 |            |      |

## タイアップ
Signal
MBS・TBS系「アニメイズム」枠テレビアニメ『91Days』オープニングテーマ
unravel (acoustic version)
テレビアニメ「東京喰種トーキョーグール√A」最終話挿入歌